# Novo Estádio do Flamengo
Novo Estádio do Flamengo é um estádio de futebol em planejamento e construção na região do Gasômetro, no bairro de São Cristóvão, Rio de Janeiro, Brasil. A futura casa do Clube de Regatas do Flamengo tem previsão de inauguração para 15 de novembro de 2029 e contará com capacidade, prevista, para 77 923 torcedores.

## Planejamento
Em junho de 2024, a Prefeitura do Rio de Janeiro desapropriou oficialmente o terreno destinado à construção do novo estádio. O terreno, que pertencia à Caixa Econômica Federal (CEF), foi arrematado pelo clube em leilão, com o pagamento finalizado em 169 milhões de reais.
O espaço está localizado próximo ao Terminal Intermodal Gentileza, o que promete facilitar o acesso de torcedores e impulsionar o comércio local.
Em 16 de abril de 2025, o clube anunciou a contratação de três empresas especializadas para estudos técnicos detalhados do terreno do Gasômetro sob a coordenação da Arena Events + Venues (Arena e+v), responsável pelo projeto básico arquitetônico. A análise da contaminação do solo, o mais complexo, será conduzida pela Aecom e terá a responsabilidade de investigação ambiental, atualização de avaliação de riscos e por definir a estratégia de descontaminação, assim como levantar os custos e prazos necessários para a execução dessa etapa. Já os levantamentos de dados geotécnicos ficará a cargo da Soloteste e será responsável por melhor subsidiar os cálculos estruturais, a definição da tipologia e refinamento dos custos de fundações do estádio. A terceira empresa, a JDS, fará as análises topográficas, avaliando o impacto sobre a vegetação e identificando eventuais ações de remediação e compensação ambiental que possam ser exigidas pelos órgãos competentes. A estimativa é que esta fases de estudos leve até seis meses.

## Características
O projeto prevê um estádio com 60 metros de altura, equivalente a um prédio de 20 andares. Será mais alto que estádios tradicionais como o Maracanã (32 metros), o Santiago Bernabéu (45 metros) e o Camp Nou (48 metros).
Mesmo com a estrutura verticalizada, a arquibancada mais distante ficará 10 por cento mais próxima do gramado do que no Maracanã, com a cadeira mais distante a 190 metros do campo.
Além do futebol, o projeto inclui infraestrutura adaptada para receber partidas da National Football League (NFL), com vestiários maiores e estrutura de acessibilidade aprimorada.
O estádio contará também com um mastro para um bandeirão de 50 metros, como símbolo da presença do Flamengo no local.

## Financiamento
O custo previsto para a construção do estádio é de aproximadamente três bilhões de reais, o que o tornaria o estádio mais caro do Brasil em termos absolutos e atualizados pela inflação.
Para viabilizar o projeto, o Flamengo contará com receitas de naming rights (estimados em 1,5 bilhão de reais por 20 anos) e negociações de potencial construtivo da Gávea.

## Impacto econômico
Estudos da Prefeitura do Rio de Janeiro estimam que o novo estádio poderá movimentar cerca de 5,3 bilhões de reais na economia carioca em 10 anos, considerando gastos com ingressos, transporte, bares e restaurantes.
O projeto também visa a revitalização urbana da região do Gasômetro, aquecimento do comércio local e geração de centenas de novos empregos.